# Helichrysum buchananii
Helichrysum buchananii là một loài thực vật có hoa trong họ Cúc. Loài này được Engl. mô tả khoa học đầu tiên.